# 憲政民主聯盟
憲政民主聯盟（阿拉伯语：‎，缩写为RCD）是突尼斯历史上的一个政党。其历史可追溯至哈比卜·布爾吉巴于1934年建立的新宪政自由党；1964年，新宪政自由党改組為社会主义宪政党；1988年2月27日，宰因·阿比丁·本·阿里将社会主义宪政党改组为憲政民主聯盟。憲政民主聯盟曾是突尼西亞的執政黨，但因為受到茉莉花革命影響，於2011年2月6日由突尼西亞內政部宣布停止任何活動。2011年3月9日，突尼斯法院宣布解散憲政民主聯盟，但黨中央仍打算持續上訴。
在茉莉花革命爆發之前，憲政民主聯盟在議會的席次是突尼西亞所有政黨中最多的，但在選舉時也以執政黨的地位進行作弊。2009年的議員選舉中，憲政民主聯盟在216席中共贏得161席；2004年的眾議院選舉中該黨在189個席次中贏得152個席次。
因為選舉中的舞弊，進而引發民怨而導致茉莉花革命爆發，並使當時黨主席兼總統的本·阿里政權倒台，流亡沙烏地阿拉伯。2011年1月20日，為了避免騷亂持續擴大，所有跟本·阿里同屬於憲政民主聯盟的官員宣布全體退黨。

## 歷任主席
- 哈比卜·布尔吉巴（1934—1987年）（新憲政黨、社會主義憲政黨時期）
- 宰因·阿比丁·本·阿里（1987—2011年）（1986—1988年為社會主義憲政黨主席）
- 穆罕默德·加努希（2011年）

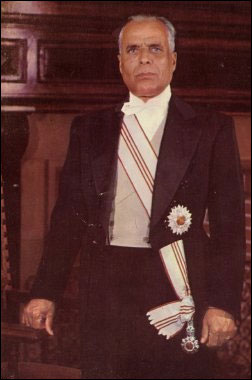
哈比卜·布尔吉巴
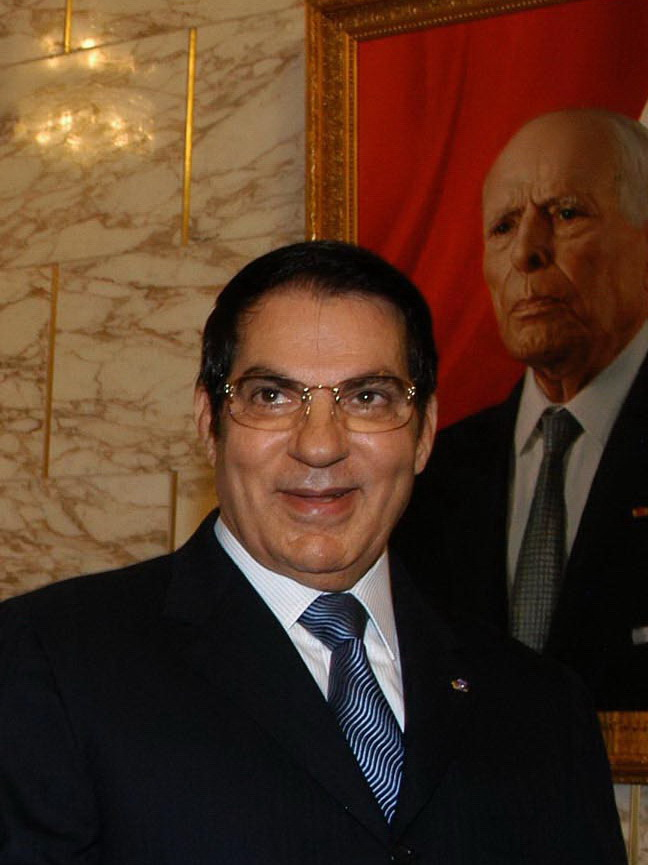
宰因·阿比丁·本·阿里
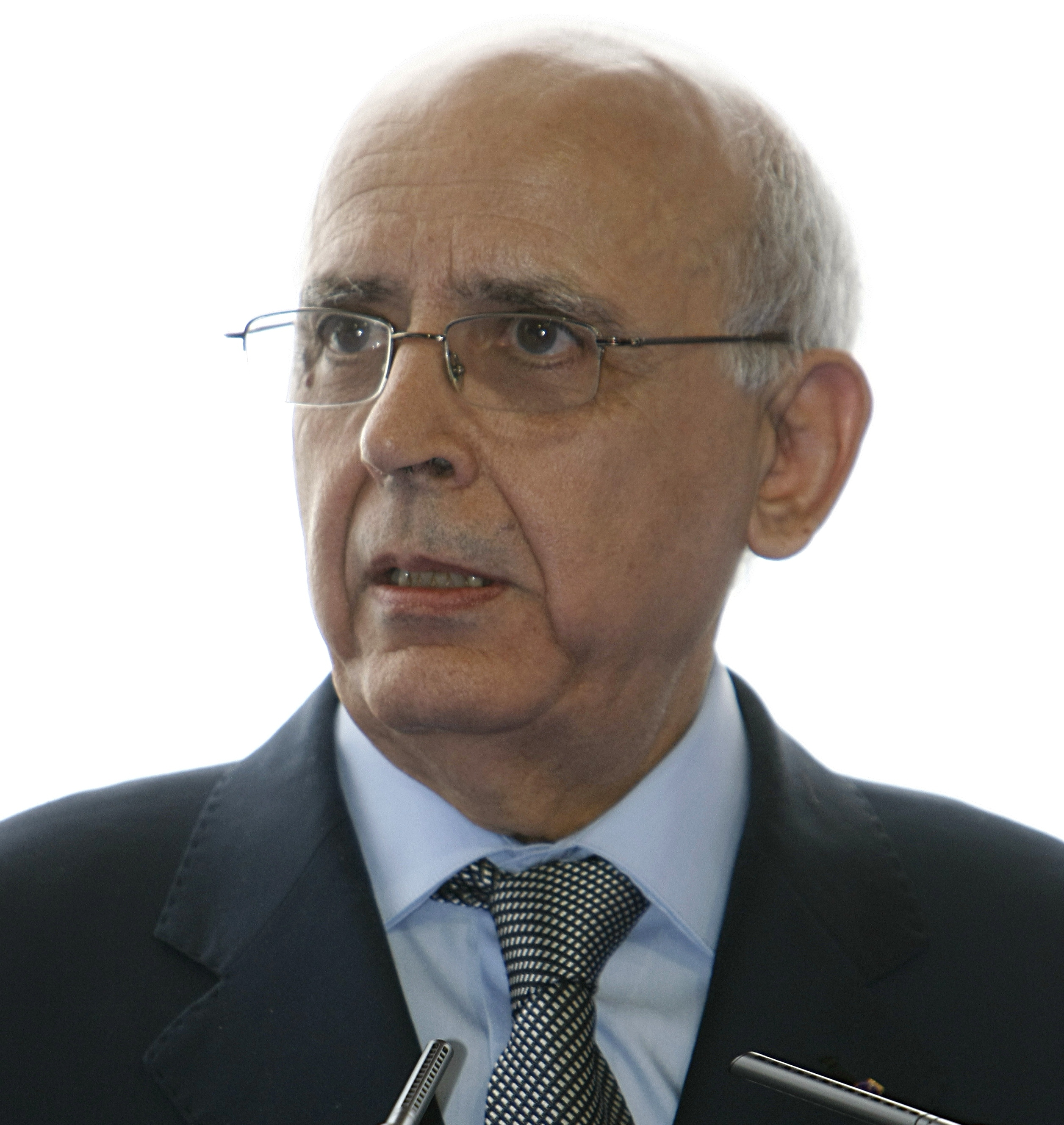
穆罕默德·加努希

## 歷屆黨代表大會
- 1988年7月29日至31日。
- 1993年7月29日至31日[11]。
- 1998年7月30日至8月2日[12]。
- 2003年7月28日至31日[13]。
- 2008年7月30日至8月2日[14]。